# Остапенко, Илья Афанасьевич
Илья Афанасьевич Остапенко (1904—1944) — капитан Рабоче-крестьянской Красной Армии, участник Великой Отечественной войны, советский парламентёр, убитый в Будапеште.

## Биография

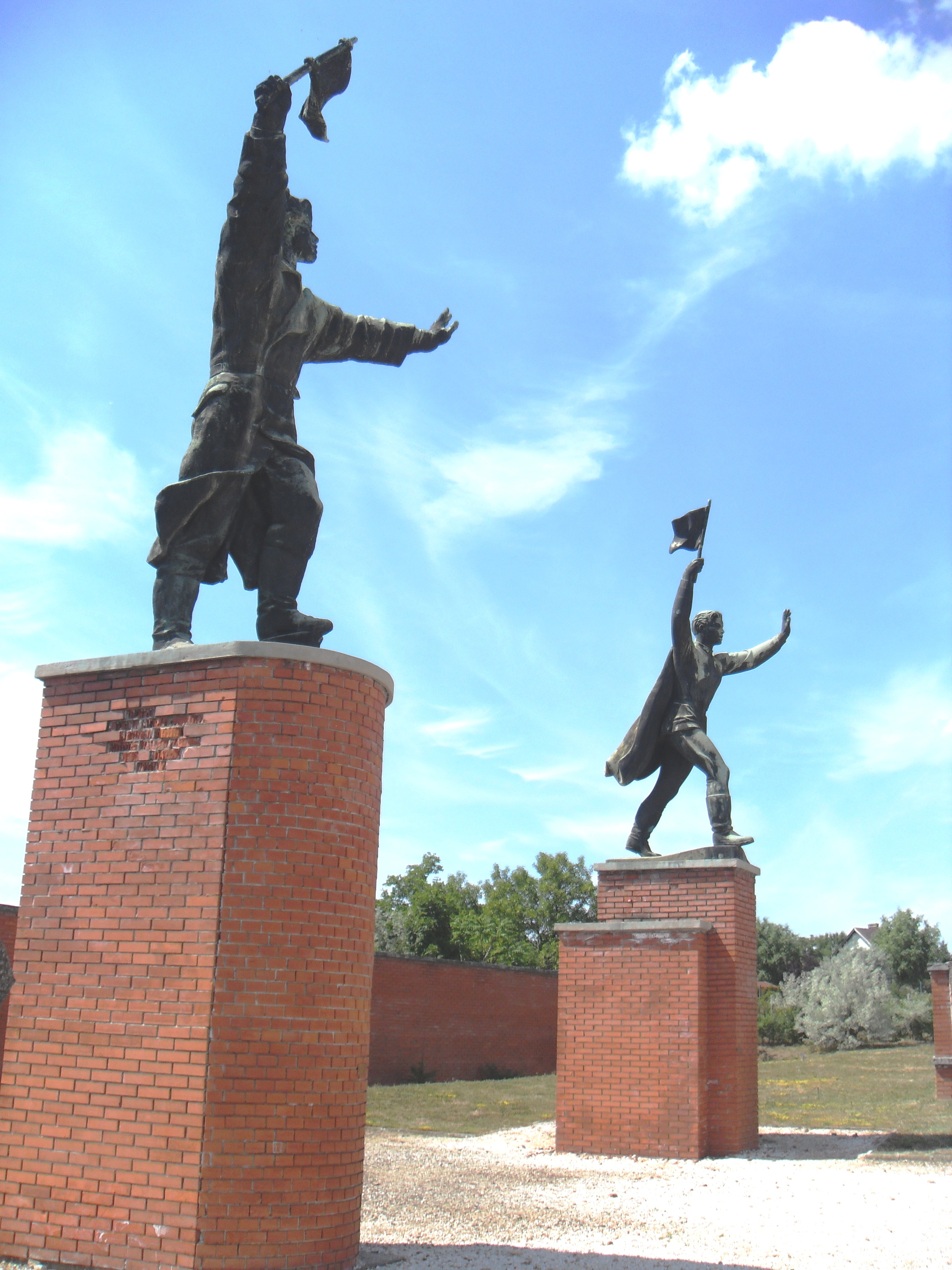
Памятники Остапенко (ск. Енё Кереньи) и Штайнмецу (ск. Шандор Микуш) в парке Мементо в Будапеште

Илья Остапенко родился в 1904 году на территории Сумской области. Проживал в Горловке, работал забойщиком на шахте имени Ленина. В 1942 году Остапенко был призван на службу в Рабоче-крестьянскую Красную армию. С сентября 1943 года — на фронтах Великой Отечественной войны, был старшим инструктором по работе среди войск и населения противника политотдела 316-й стрелковой дивизии.
Свободно разговаривая по-немецки, Остапенко занимался пропагандистской работой среди вражеских войск, опрашивал пленных. В результате его деятельности только в начале 1944 года на советскую сторону перешло 13 солдат противника. Лично участвовал в боях.
В период боёв за освобождении Венгрии Остапенко занимался подготовкой и заброской во вражеский тыл нескольких военнопленных венгерских солдат, которые распропагандировали и сподвигнули перейти на сторону советских войск более 200 солдат и офицеров венгерской и немецкой армий.
29 декабря 1944 года по согласованию со Ставкой Верховного Главнокомандования командование 2-го и 3-го Украинских фронтов предложило будапештскому гарнизону капитулировать. Письмо с ультиматумом в Буду должен был доставить Остапенко, а в Пешт — капитан Миклош Штайнмец. На момент начала своей миссии Остапенко уже знал о гибели группы Штайнмеца, но не отказался от выполнения задания. Группа Остапенко при приближении к немецким позициям подверглась обстрелу, однако, никто не пострадал. Немецкий дозор завязал глаза парламентёрам и препроводил их в штаб 8-й кавалерийской дивизии СС, располагавшийся на горе Геллерт. Остапенко вручил старшему офицеру ультиматум, но после отказа немцев капитулировать стал возвращаться. Их вновь довели с завязанными глазами до линии фронта и отпустили. Когда Остапенко с товарищами пересёк нейтральную полосу и направился в расположение советских войск, по ним был открыт миномётный огонь. Остапенко погиб на месте, двое других членов группы — Орлов и Горбатюк — остались в живых. Впоследствии Орлов рассказал, что перед смертью Остапенко сказал:
Выглядит так, будто бы мы специально это устроили. Нам опять подложили свинью.
31 декабря 1944 года о смерти Остапенко и Штайнмеца сообщило московское радио, одновременно с этим о гибели парламентёра узнали в верховном командовании вермахта, которым был отдан приказ провести расследование гибели парламентёров. Осколки снарядов, извлечённые из тела Остапенко советскими экспертами, имели венгерское происхождение, поэтому советское командование объявило об убийстве парламентёров в нарушение законов войны. Комендант Будапешта Пфеффер-Вильденбрух, с которым вела переговоры группа Остапенко, отрицал свою вину перед вышестоящим командованием.
Остапенко был с воинскими почестями похоронен в Будапеште. В Будапеште Остапенко и Штайнмецу были установлены памятники, в начале 1990-х годов оба памятника были перенесены в парк Мементо. В честь Остапенко названа улица в Горловке.
Остапенко был награждён орденами Отечественной войны 1-й и 2-й степеней, Красной Звезды.